# Torneig de les Cinc Nacions 1970
El Torneig de les Sis Nacions de 1970 fou la 41a edició en el format de cinc nacions i la 76a tenint en compte les edicions del Home Nations Championship. Fou el darrer torneig, abans de la introducció de la normativa que donava 4 punts per cada assaig. Deu partits es van jugar entre el 10 de gener i el 16 d'abril. Gal·les i França compartirien el títol, el que seria l'avantsala de l'època gloriosa dels diables vermells. De les competicions d'illes britàniques, tan sols Escòcia s'enduria la Calcuta Cup.

## Classificació
| Posició | Nació      | Partits | Partits  | Partits  | Partits | Punts   | Punts     | Punts      | Taula de punts |
| Posició | Nació      | Jugats  | Guanyats | Empatats | Perduts | A Favor | En contra | Diferència | Taula de punts |
| ------- | ---------- | ------- | -------- | -------- | ------- | ------- | --------- | ---------- | -------------- |
| 1       | França     | 4       | 3        | 0        | 1       | 60      | 33        | +27        | 6              |
| 1       | Gal·les    | 4       | 3        | 0        | 1       | 46      | 42        | +4         | 6              |
| 3       | Irlanda    | 4       | 2        | 0        | 2       | 33      | 28        | +5         | 4              |
| 4       | Escòcia    | 4       | 1        | 0        | 3       | 43      | 50        | −7         | 2              |
| 4       | Anglaterra | 4       | 1        | 0        | 3       | 40      | 69        | −19        | 2              |

## Resultats
| Escòcia | 9–11 | França | 10 de gener de 1970 - Murrayfield, Edimburg Assistència: 40.000 espectadors Àrbitre: G Lamb (Anglaterra) |
|         |      |        | 10 de gener de 1970 - Murrayfield, Edimburg Assistència: 40.000 espectadors Àrbitre: G Lamb (Anglaterra) |

| França | 8–0 | Irlanda | 24 de gener de 1970 - Stade Olympique Yves-du-Manoir, Colombes Assistència: 35.915 espectadors Àrbitre: R Johnson (Anglaterra) |
|        |     |         | 24 de gener de 1970 - Stade Olympique Yves-du-Manoir, Colombes Assistència: 35.915 espectadors Àrbitre: R Johnson (Anglaterra) |

| Gal·les | 18–9 | Escòcia | 7 de febrer de 1970 - National Stadium, Cardiff Assistència: 40.000 espectadors Àrbitre: D D'Arcy (Irlanda) |
|         |      |         | 7 de febrer de 1970 - National Stadium, Cardiff Assistència: 40.000 espectadors Àrbitre: D D'Arcy (Irlanda) |

| Anglaterra | 9–3 | Irlanda | 14 de febrer de 1970 - Twickenham, Londres Assistència: 65.000 espectadors Àrbitre: A Lewis (Gal·les) |
|            |     |         | 14 de febrer de 1970 - Twickenham, Londres Assistència: 65.000 espectadors Àrbitre: A Lewis (Gal·les) |

| Anglaterra | 13–17 | Gal·les | 28 de febrer de 1970 - Twickenham, Londres Assistència: 70.000 espectadors Àrbitre: R Calmet (França) |
|            |       |         | 28 de febrer de 1970 - Twickenham, Londres Assistència: 70.000 espectadors Àrbitre: R Calmet (França) |

| Irlanda | 16–11 | Escòcia | 28 de febrer de 1970 - Lansdowne Road, Dublín Assistència: 40.000 espectadors Àrbitre: C Durand (França) |
|         |       |         | 28 de febrer de 1970 - Lansdowne Road, Dublín Assistència: 40.000 espectadors Àrbitre: C Durand (França) |

| Irlanda | 14–0 | Gal·les | 14 de març de 1970 - Lansdowne Road, Dublín Assistència: 40.000 espectadors Àrbitre: G Lamb (Anglaterra) |
|         |      |         | 14 de març de 1970 - Lansdowne Road, Dublín Assistència: 40.000 espectadors Àrbitre: G Lamb (Anglaterra) |

| Escòcia | 14–5 | Anglaterra | 21 de març de 1970 - Murrayfield, Edimburg Assistència: 50.000 espectadors Àrbitre: M Joseph (Gal·les) |
|         |      |            | 21 de març de 1970 - Murrayfield, Edimburg Assistència: 50.000 espectadors Àrbitre: M Joseph (Gal·les) |

| Gal·les | 11–6 | França | 4 d'abril de 1970 - National Stadium, Cardiff Assistència: 52.000 espectadors Àrbitre: K Kelleher (Irlanda) |
|         |      |        | 4 d'abril de 1970 - National Stadium, Cardiff Assistència: 52.000 espectadors Àrbitre: K Kelleher (Irlanda) |

| França | 35–13 | Anglaterra | 18 d'abril de 1970 - Stade Olympique Yves-du-Manoir, Colombes Assistència: 34.079 espectadors Àrbitre: K Jones (Gal·les) |
|        |       |            | 18 d'abril de 1970 - Stade Olympique Yves-du-Manoir, Colombes Assistència: 34.079 espectadors Àrbitre: K Jones (Gal·les) |